# Distretto di Sucha
Il distretto di Sucha (in polacco powiat suski) è un distretto polacco appartenente al voivodato della Piccola Polonia.

## Geografia antropica

### Suddivisioni amministrative
Il distretto comprende 9 comuni.
- Comuni urbani: Jordanów, Sucha Beskidzka
- Comuni urbano-rurali: Maków Podhalański
- Comuni rurali: Budzów, Bystra-Sidzina, Jordanów, Stryszawa, Zawoja, Zembrzyce